# G. Ansley Wallace
G. Ansley Wallace ( n. 1955 ) es un botánico estadounidense. Ha trabajado extensamente en la flora de EE. UU., y publicado, en el "Departamento de Botánica, National Museum of Natural History, Smithsonian Institution .

## Algunas publicaciones
- g. ansley Wallace. 1979. An Overlooked New Species of Smilax (Smilacaceae) from Northern California. Brittonia 31 (3 ) : 416-421 Publicó Springer on behalf of the New York Botanical Garden Press

- La abreviatura «G.A.Wallace» se emplea para indicar a G. Ansley Wallace como autoridad en la descripción y clasificación científica de los vegetales.[1]